# Ефект Веблена
Ефе́кт Ве́блена — явище збільшення попиту на певний товар після зростання його ціни (оскільки споживач вважає, що вища ціна означає вищий статус). Ефект Веблена демонструє вплив фактору статусності на попит, який нівелює стандартний закон попиту і пропозиції, за яким чим вища ціна на товар — тим менший на неї попит.
Явище отримало свою назву на честь соціолога і економіста Торстейна Веблена, який займався питаннями еластичності попиту.
«Ефект Веблена», або «снобістський ефект» — повна невідповідність закону попиту і пропозиції, адже товар, який підпадає під дію даного ефекту, є дорожчим за відповідники, але він, тим не менше, продається краще. Підвищення цін на деякі товари спричиняє підвищення попиту на них, тому що висока ціна традиційно свідчить про його статусність. Навпаки, якщо на деякі престижні товари знижується ціна, то й попит на них падає. Багатий клієнт купує ці товари, бо хоче продемонструвати своє багатство і свої фінансові можливості.